# Кольцевой бульвар
Кольцевой бульвар (арм. Օղակաձեւ Զբոսայգի), также Парк молодости — общественный парк в центральном районе Кентрон в Ереване. Тянется от проспекта Тиграна Меца и собора Святого Григория Просветителя на юге до озера Поплавок и проспекта Маштоца на севере. Имеет форму серпа длиной около 2,5 километров и шириной 120 метров, внутреннюю границу которого составляют улицы Московян и Ханджяна, а внешнюю — улицы Исаакяна, Алека Манукяна и Ерванда Кочара. С севера на юг парк пересекают улицы Теряна, Абовяна, Налбандяна, Вардананц и проспект Саят-Новы.

## Описание
Основная функция парка — очищать воздух города, создавать здоровый микроклимат, быть местом отдыха людей.
Парк считается одной из самых богатых зеленых зон с древесными породами в Ереване (сосна, пихта, можжевельник, акация, клен, катальпа, дуб, береза, тополь, ясень, кипарис, вишня, черешня, груша, облепиха и другие).

## История
Был предусмотрен в генеральном плане развития города 1924 года, но реализован только в начале 1960-х годов.
До 1960-х годов территорию от Дома шахмат до конца парка занимали частные дома с фруктовыми садами. Однако в конце 1960-х они были снесены. Строительство парка было инициировано архитектурной мастерской «Ереванпроект» N2 под руководством Феникса Дарбиняна.
На этапе строительства парк претерпел ряд изменений, а планируемая площадь в 1200 га была значительно уменьшена.
В 1990-е годы многие деревья были вырублены, парк пришел в запустение.
В 2000-х часть территории парка была сдана в аренду, беспорядочно застроена, а зеленые зоны превращены в кафе.
В 2019—2020 годах мэрия Еревана провела работы по благоустройству парка. Территория парка была полностью очищена от бытовых отходов, вырублены сухостойные деревья, отремонтированы старые и поврежденные водопроводы.
15 ноября 2021 года в 6-й зоне парка (рядом с собором Святого Григория Просветителя) построен первый в Армении скейт-парк.

## Достопримечательности

### Памятники и статуи

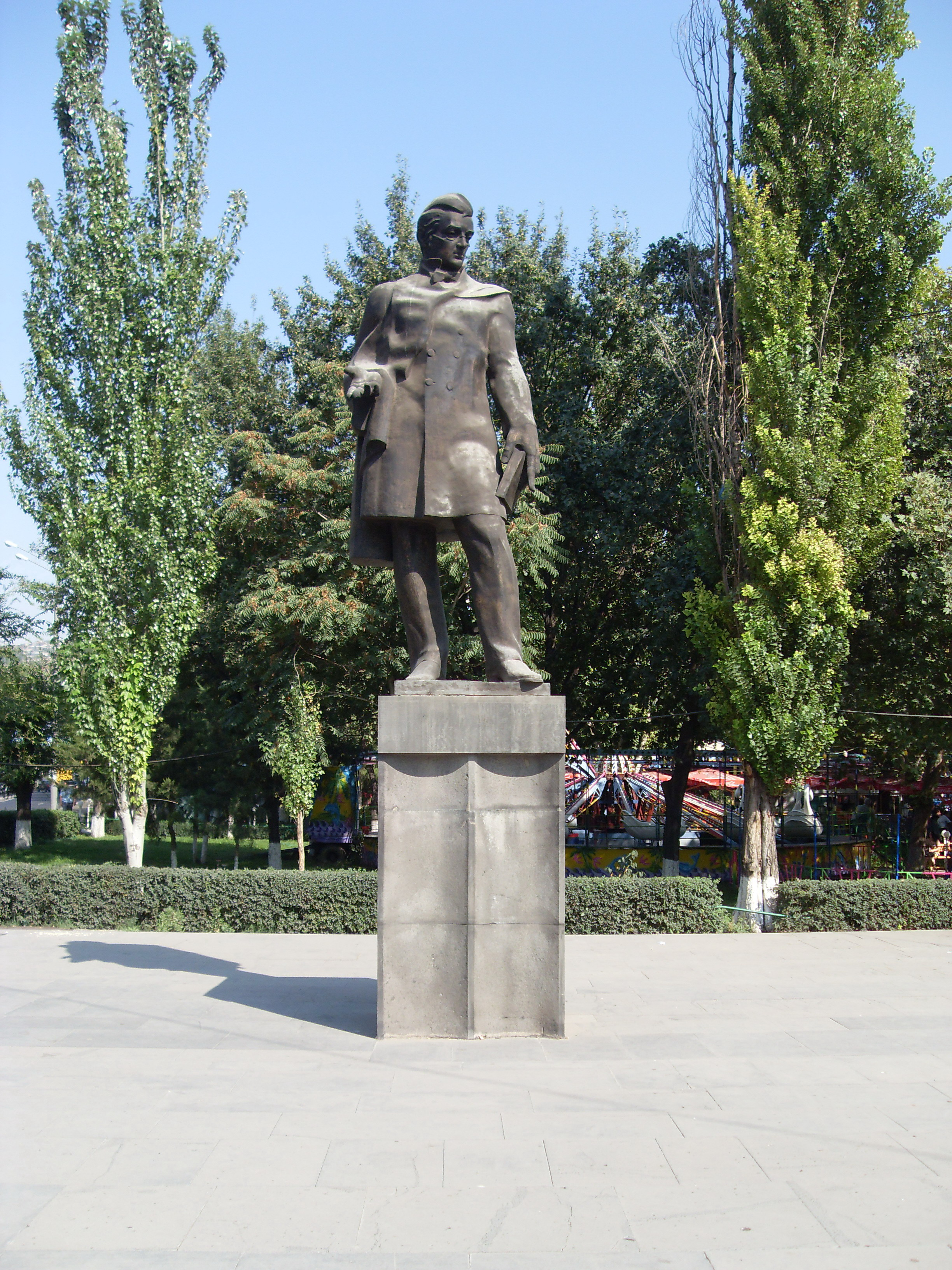
Памятник Александра Грибоедова
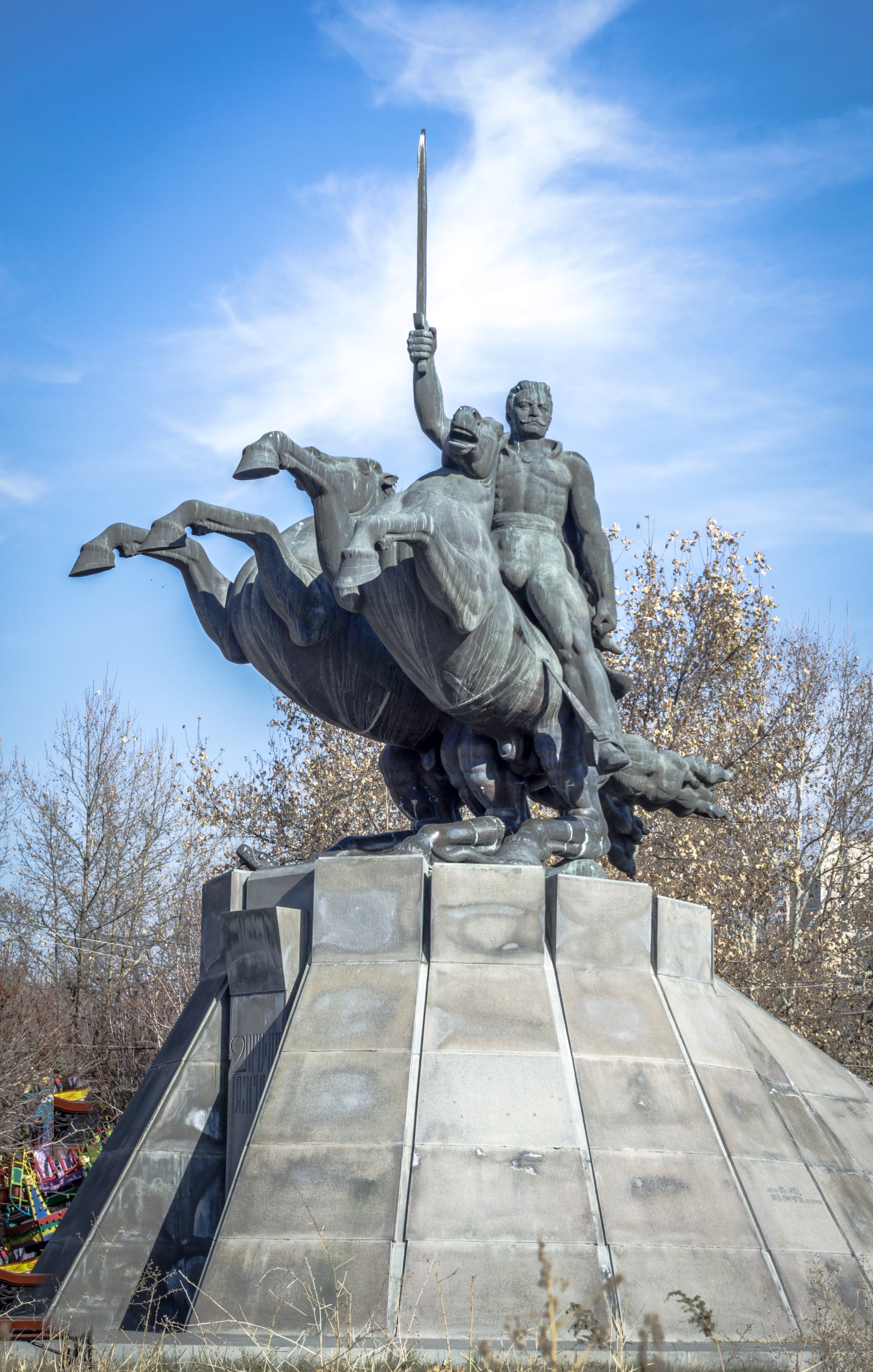
Памятник Андраника Озаняна
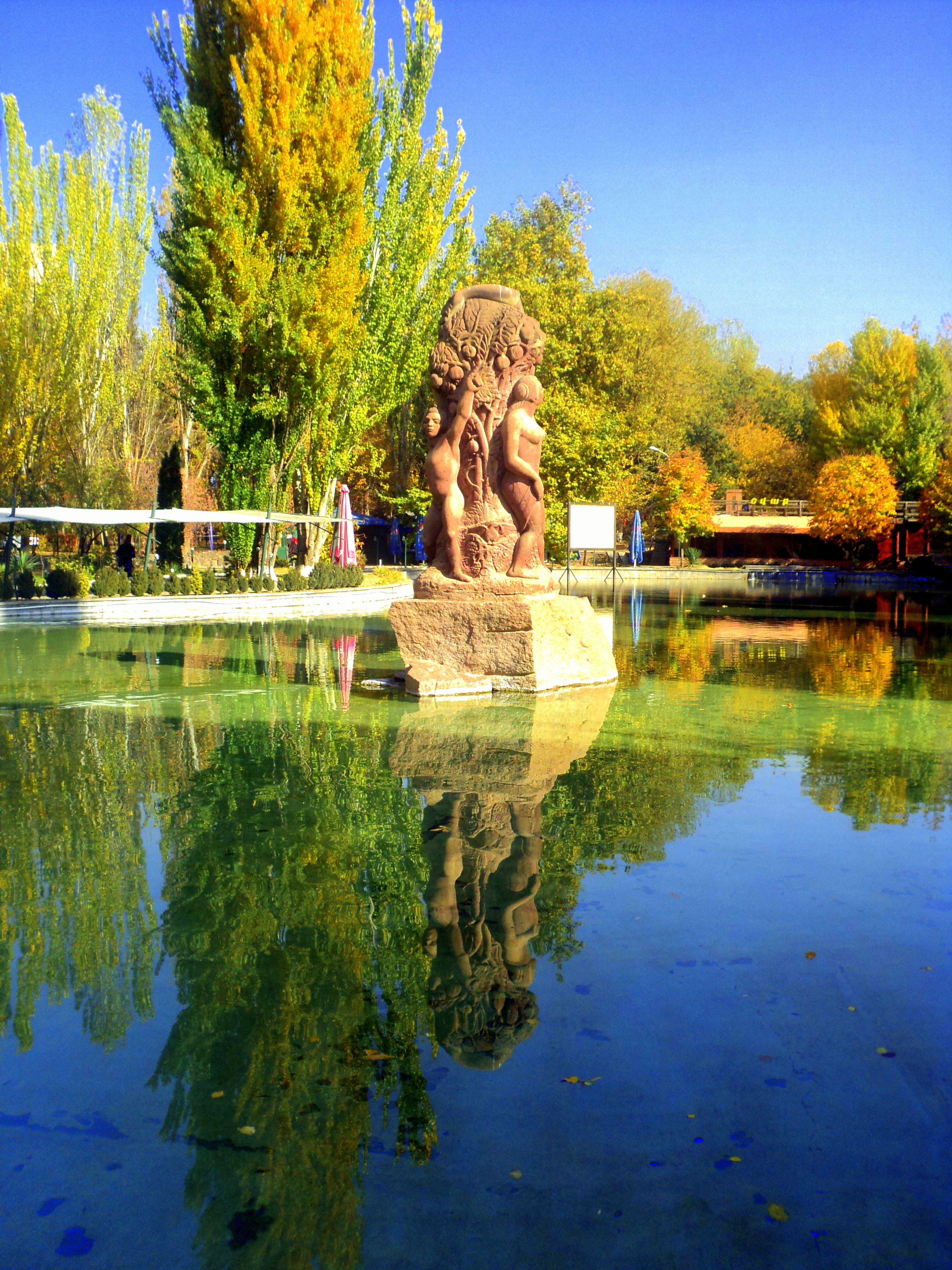
Скульптура "Возрожденная Армения"
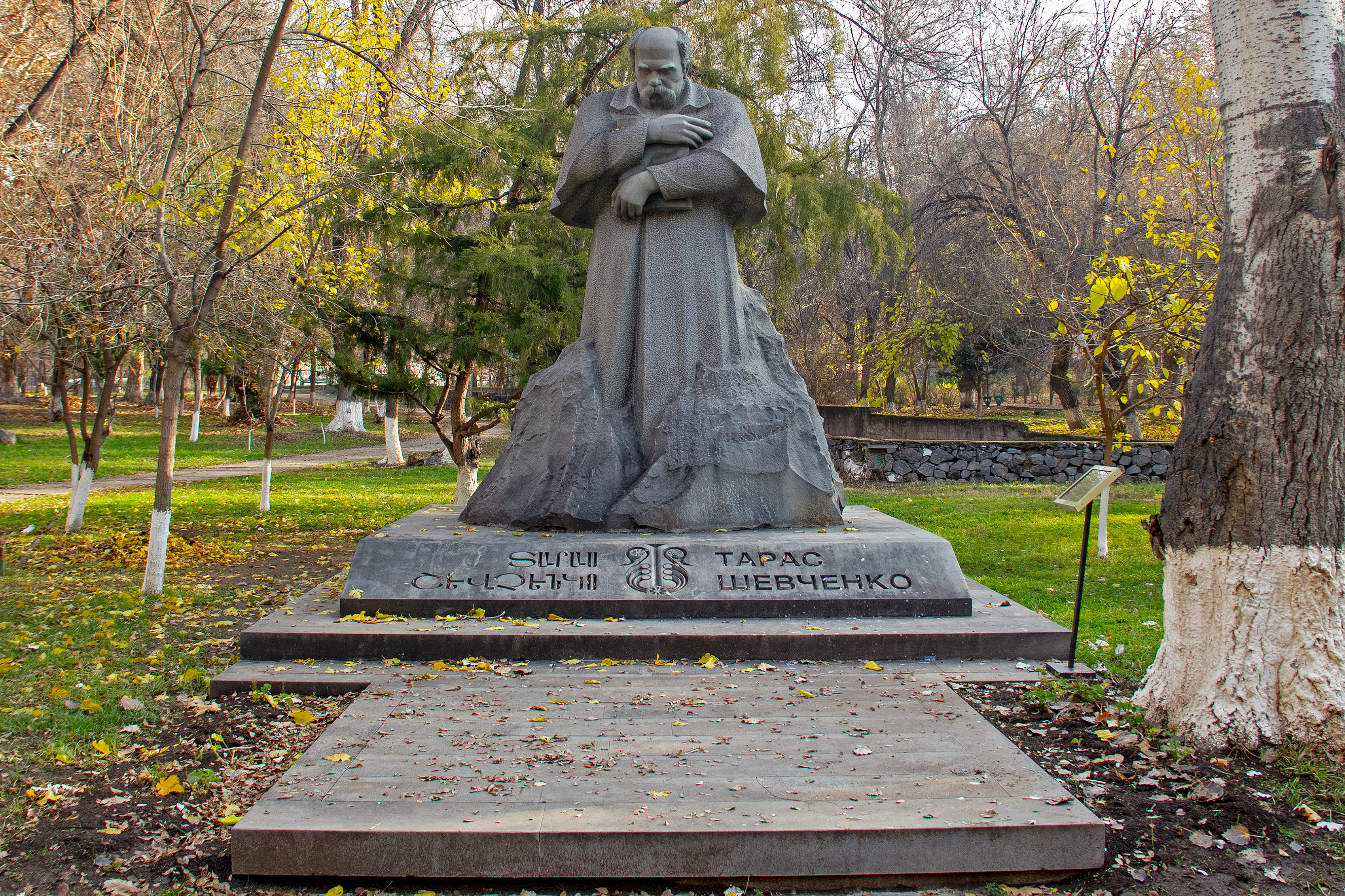
Памятник Тарасу Шевченко
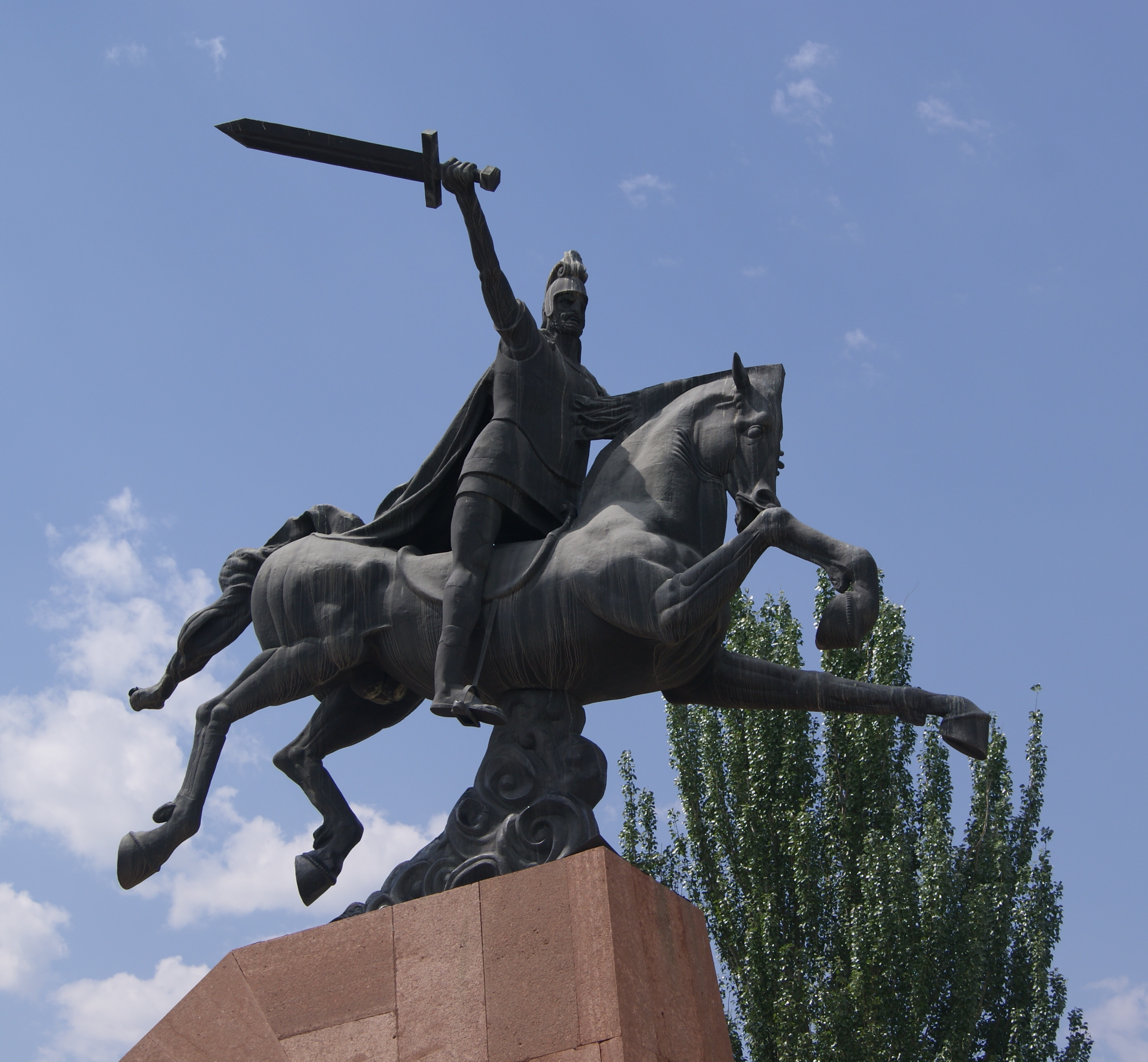
Памятник Вардана Мамиконяна
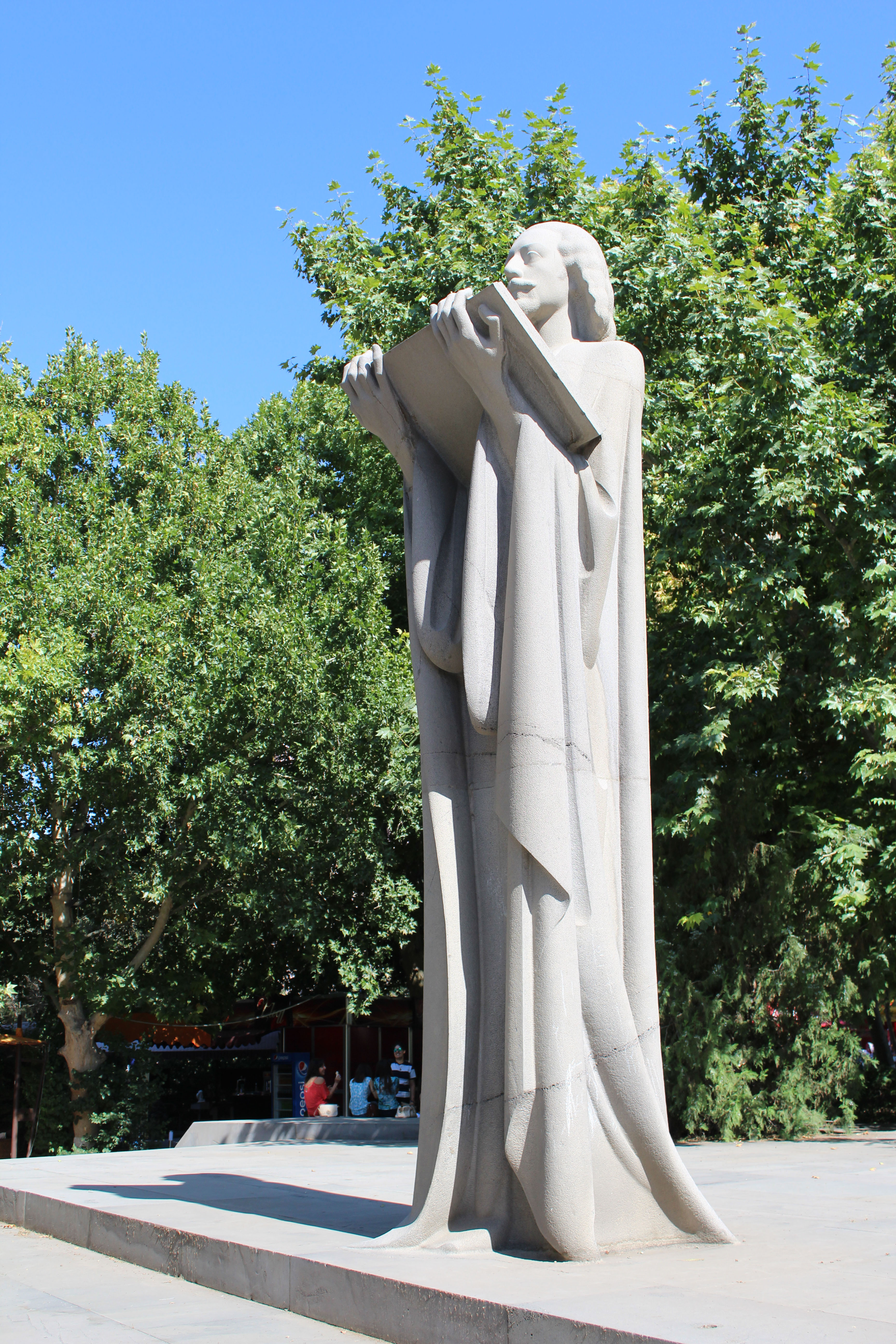
Памятник Армена Тиграняна
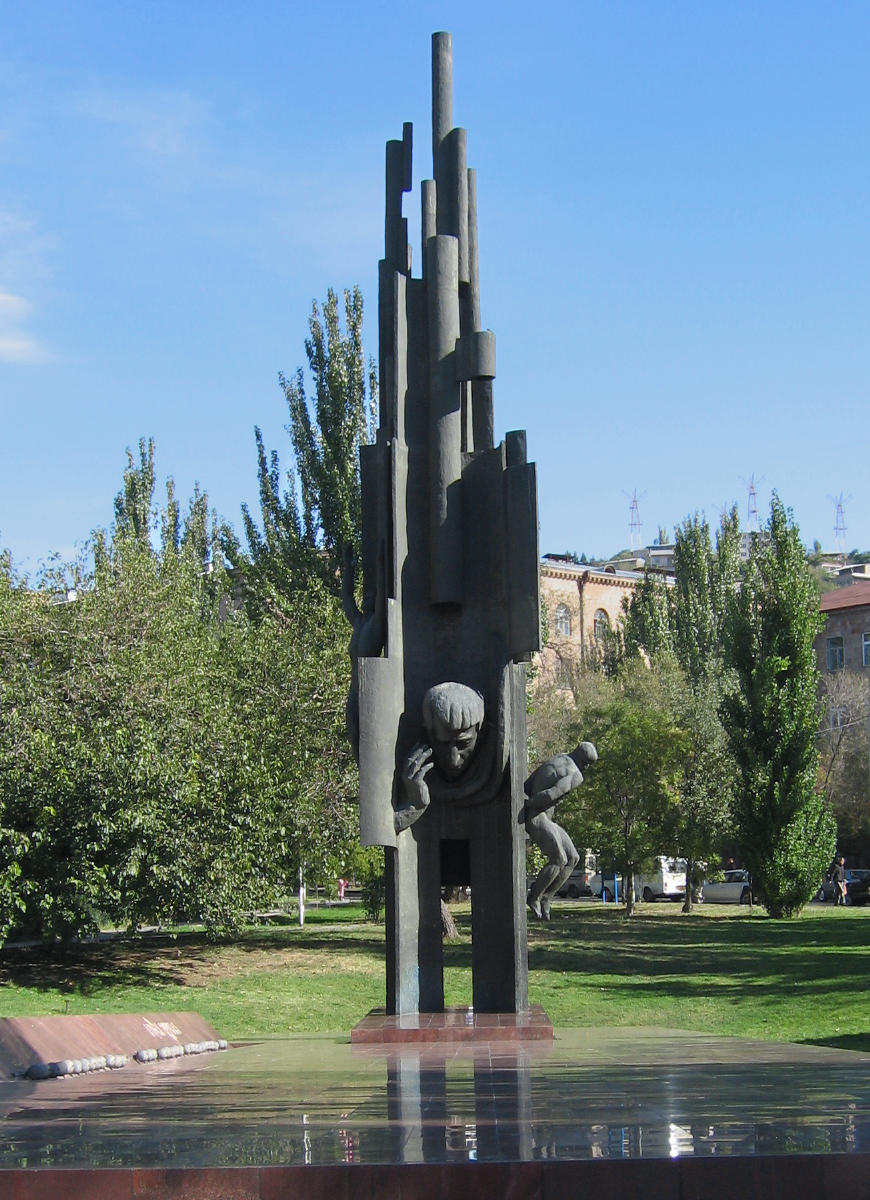
Памятник Егише Чаренца
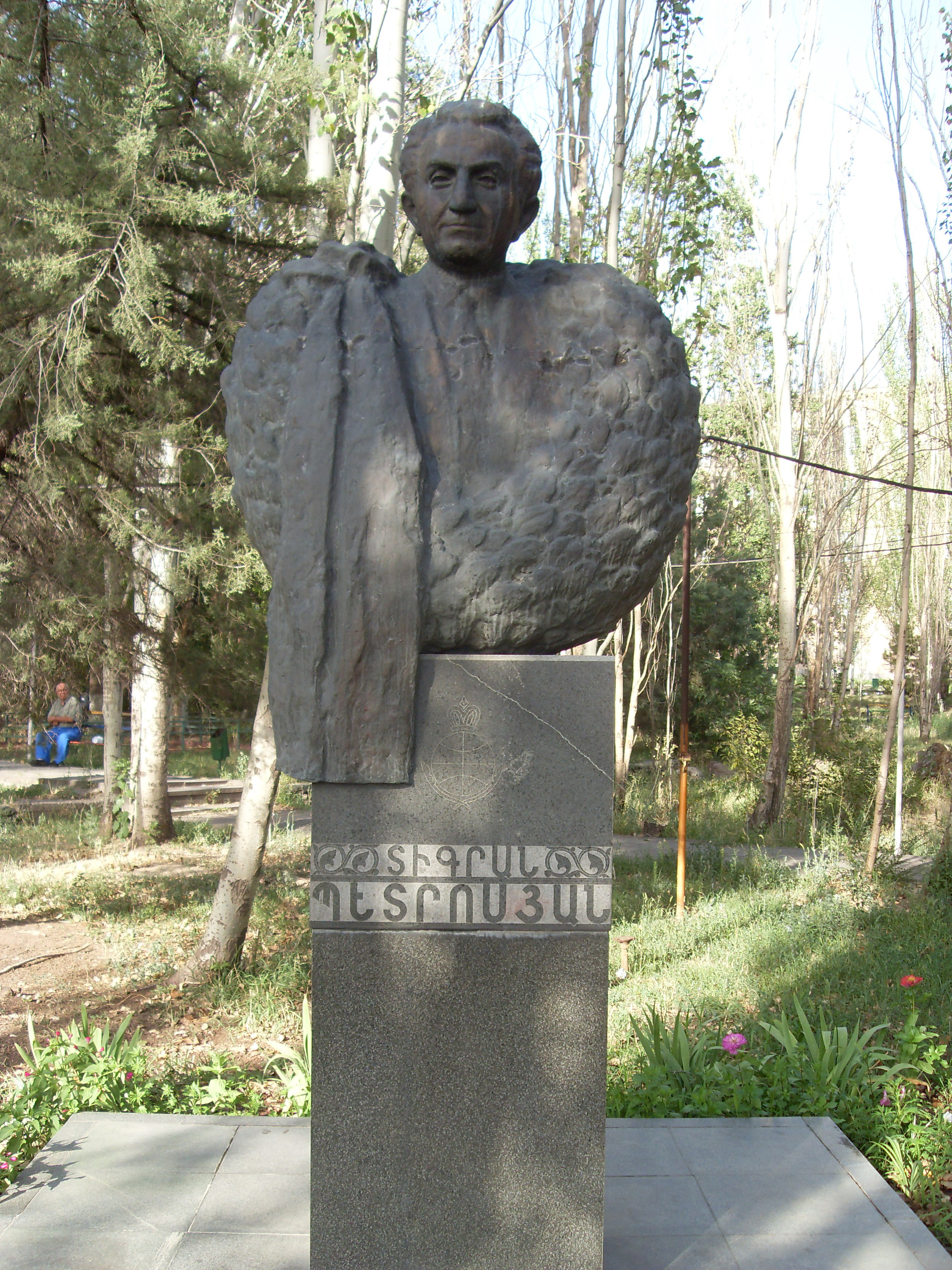
Бюст Тиграна Петросяна
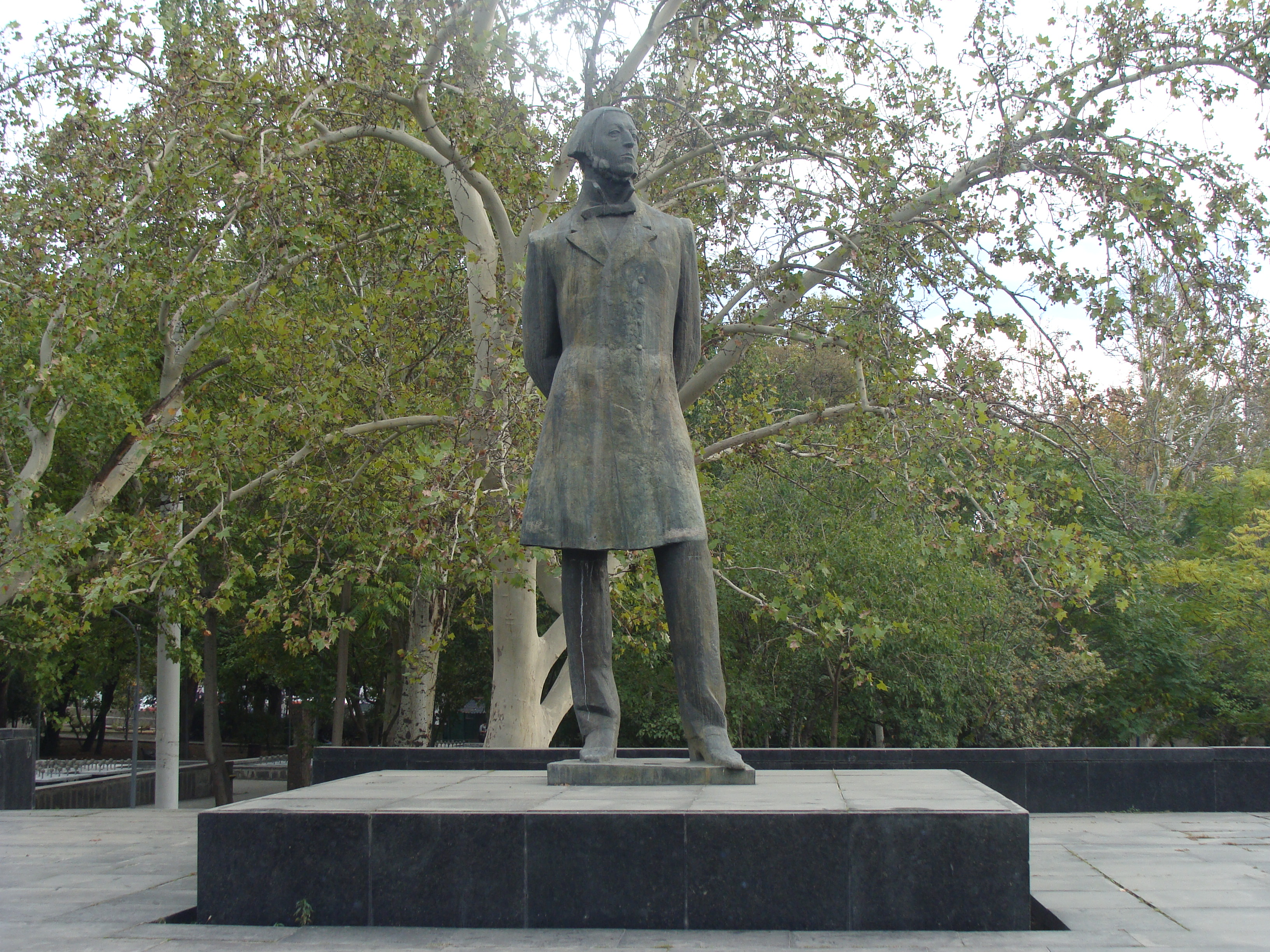
Памятник Микаэла Налбандяна
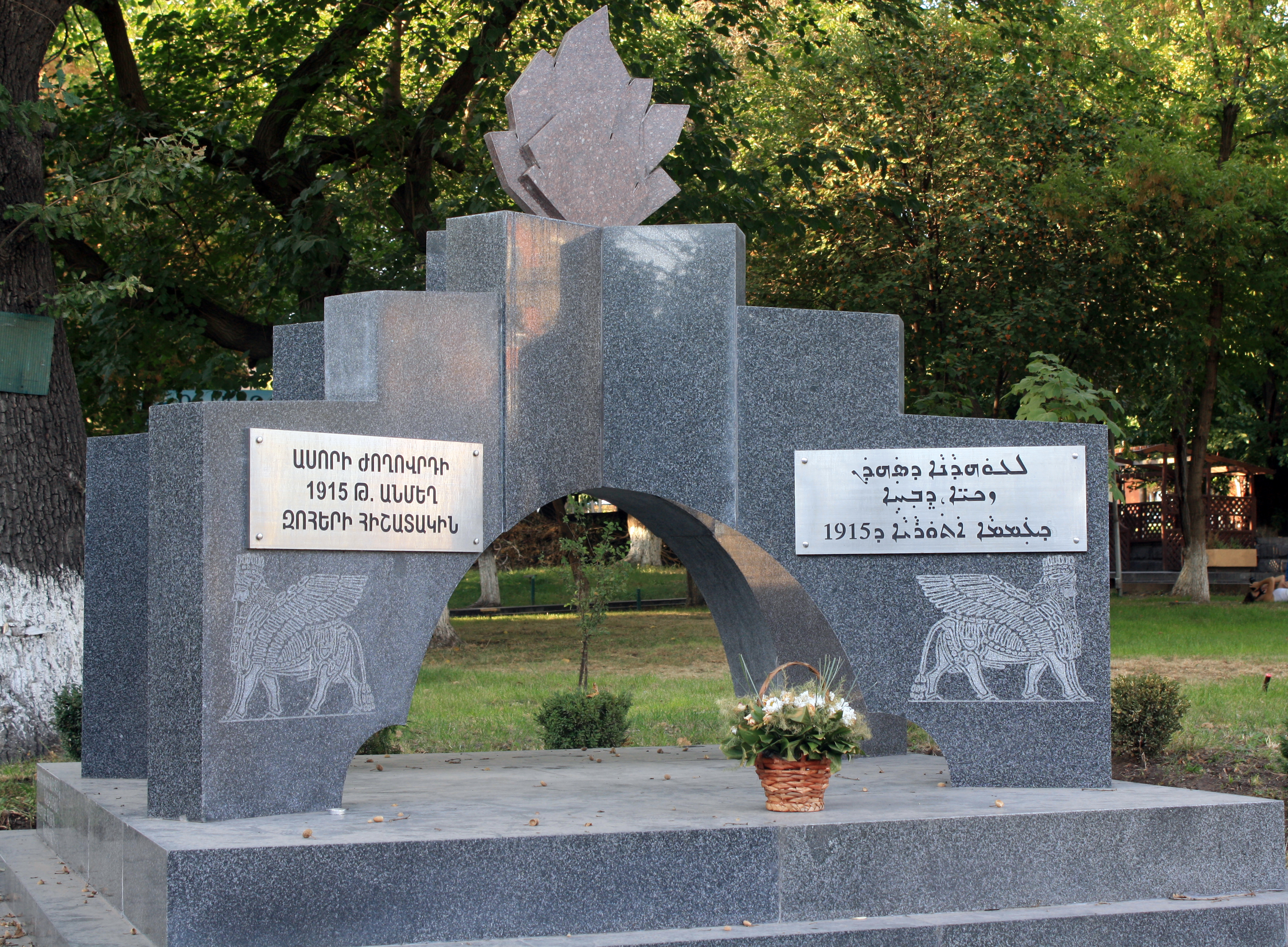
Памятник невинным жертвам ассирийского народа
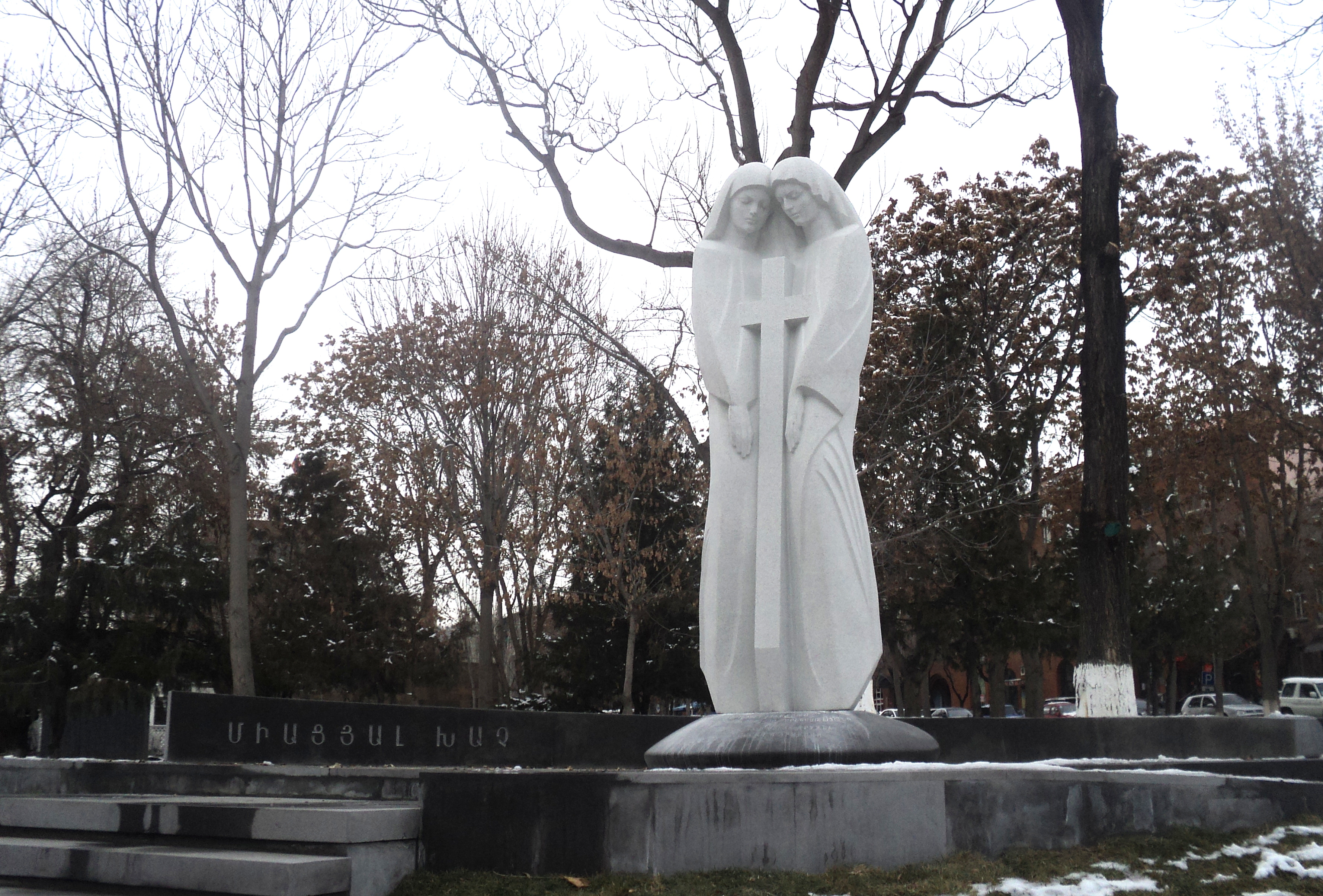
Памятник "Единый Крест"
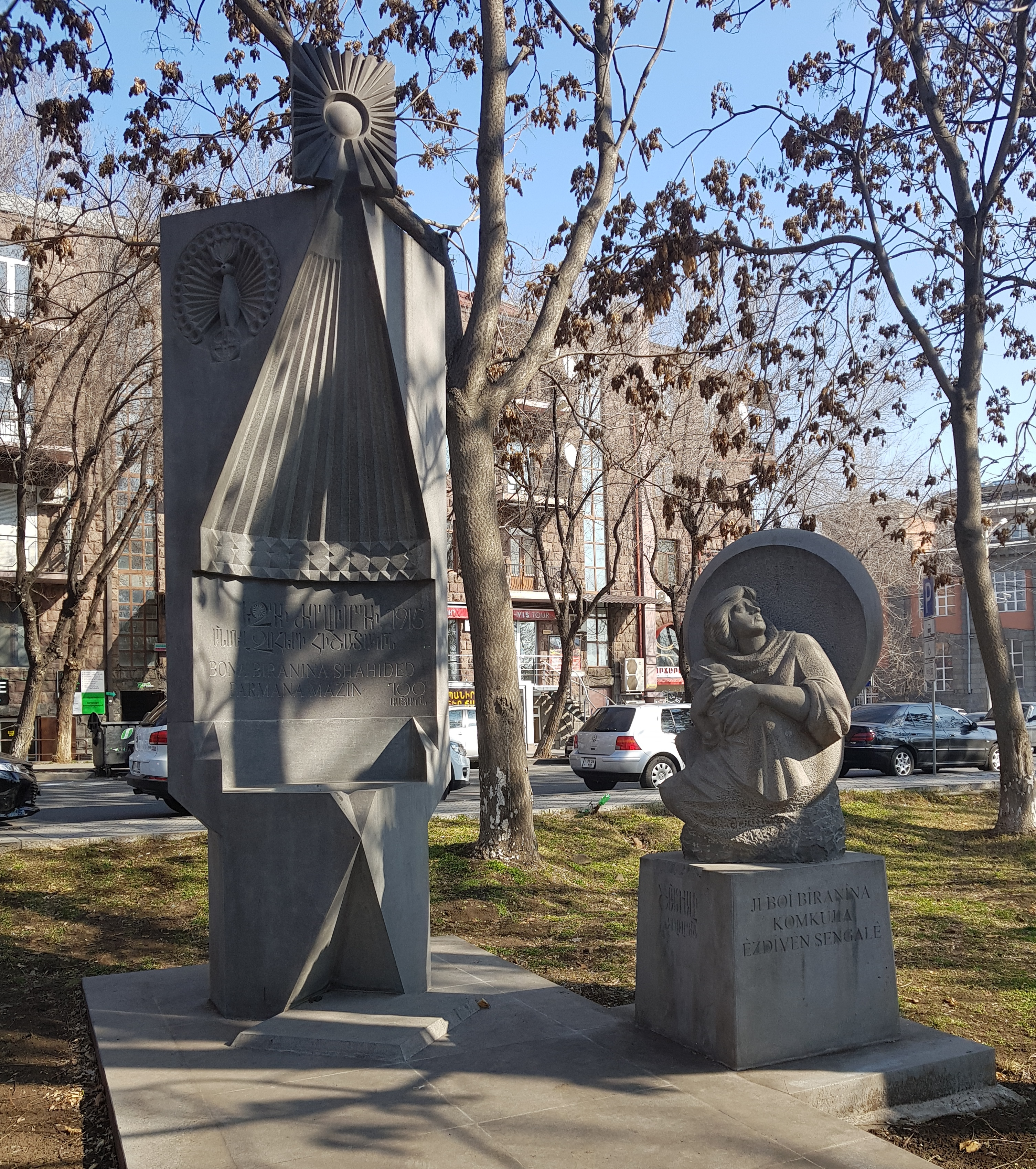
Памятник невинным жертвам езидов
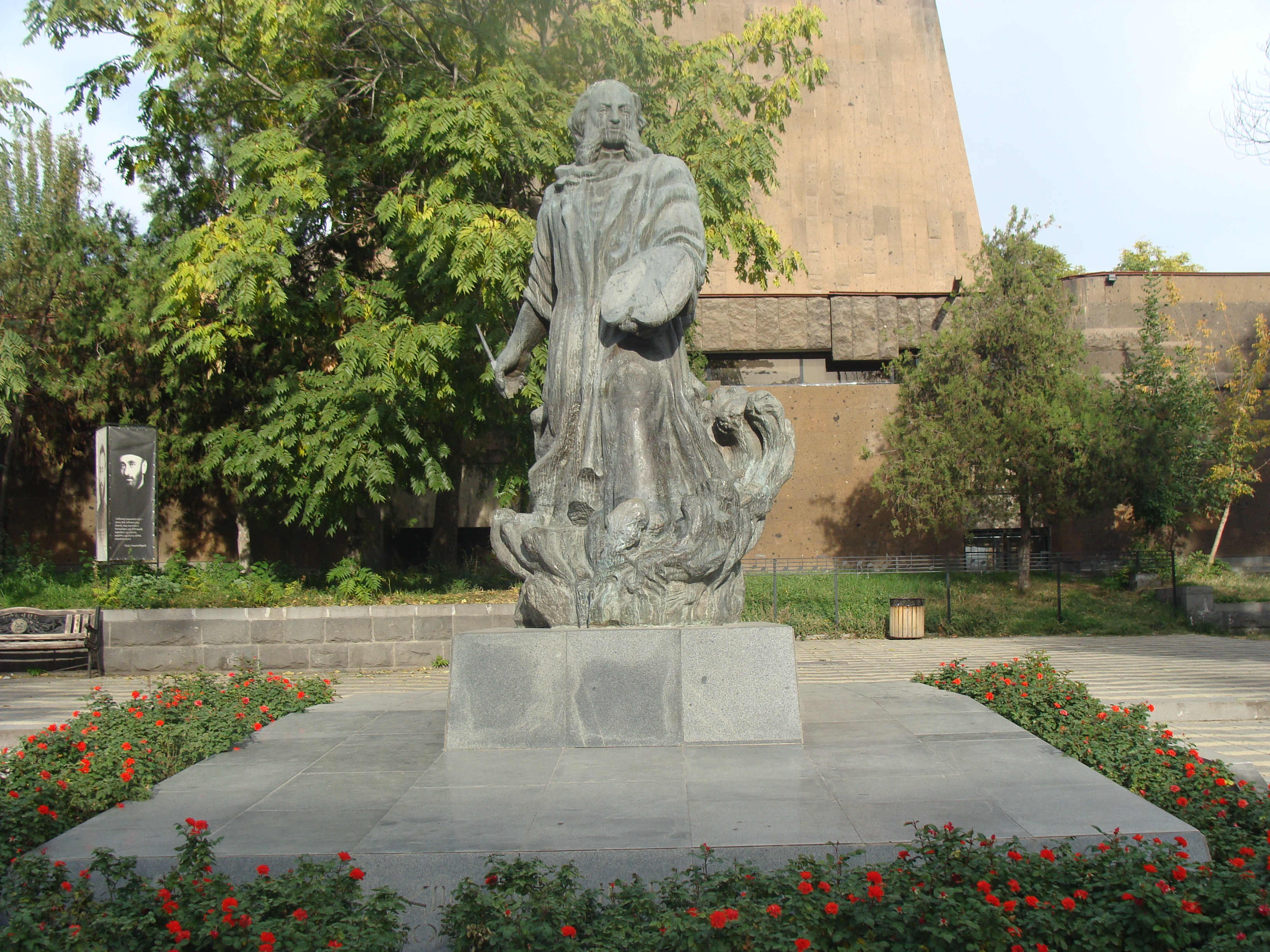
Памятник Ивана Айвазовского
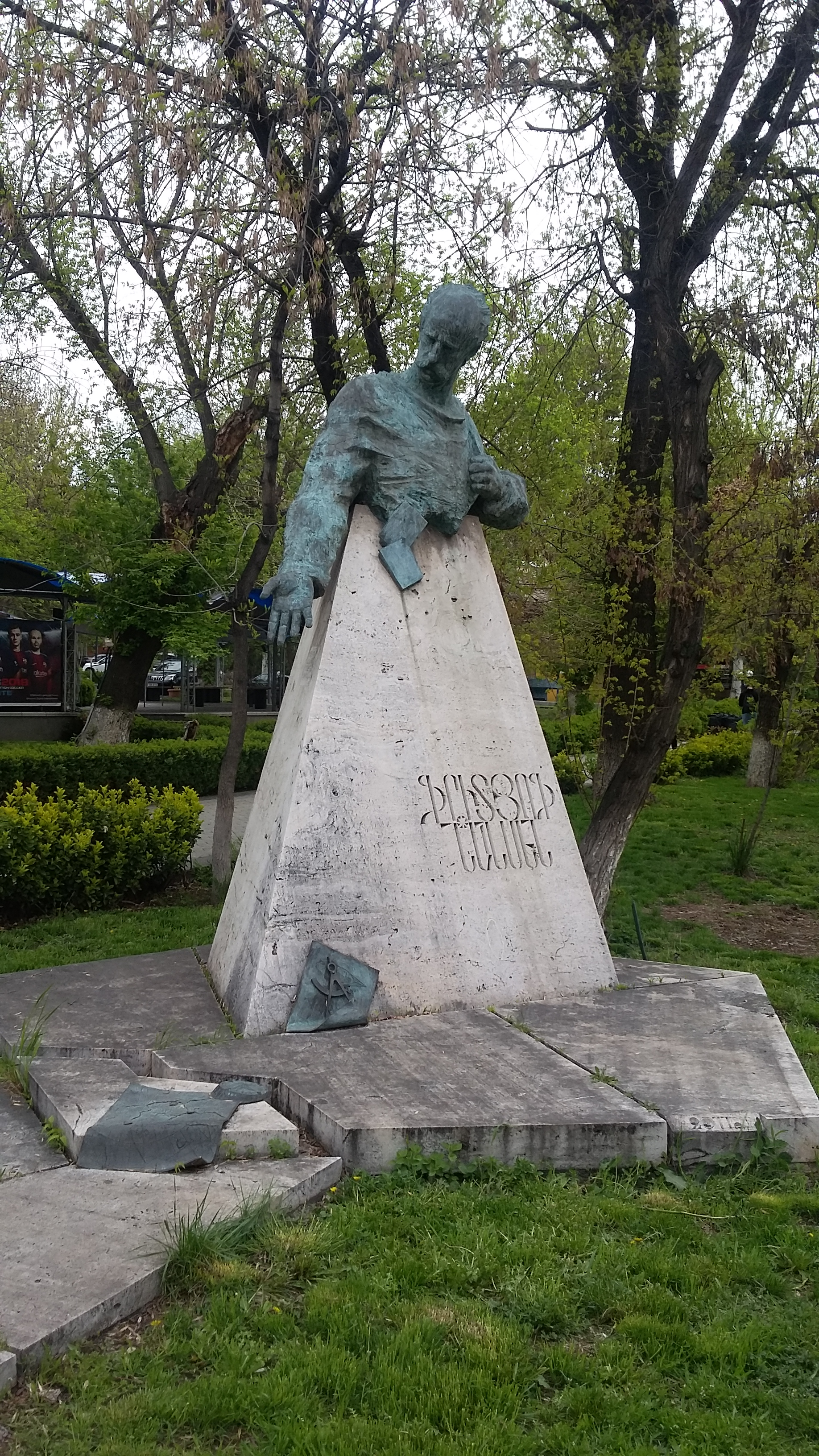
Памятник Фритьофа Нансена
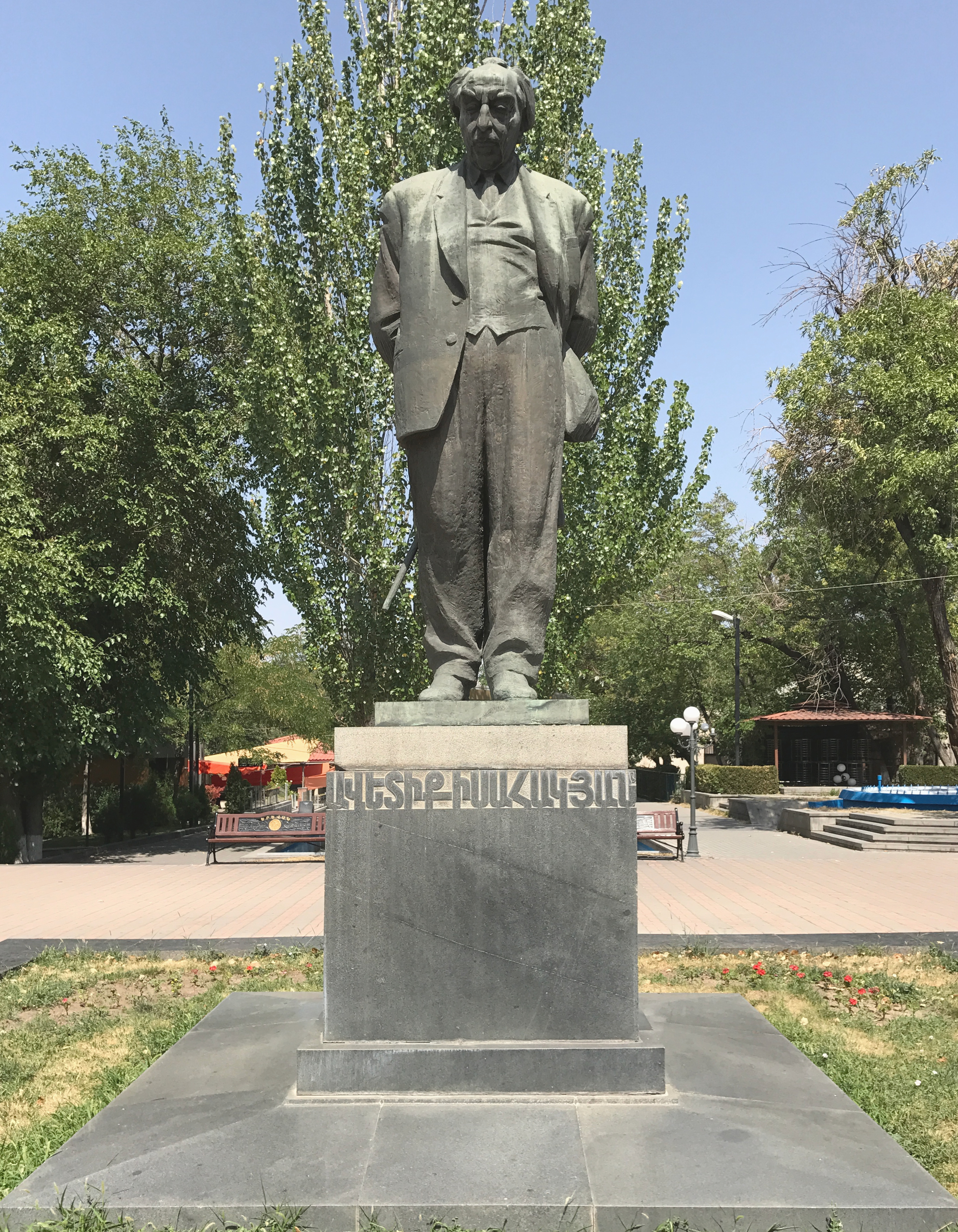
Памятник Аветика Исаакяна
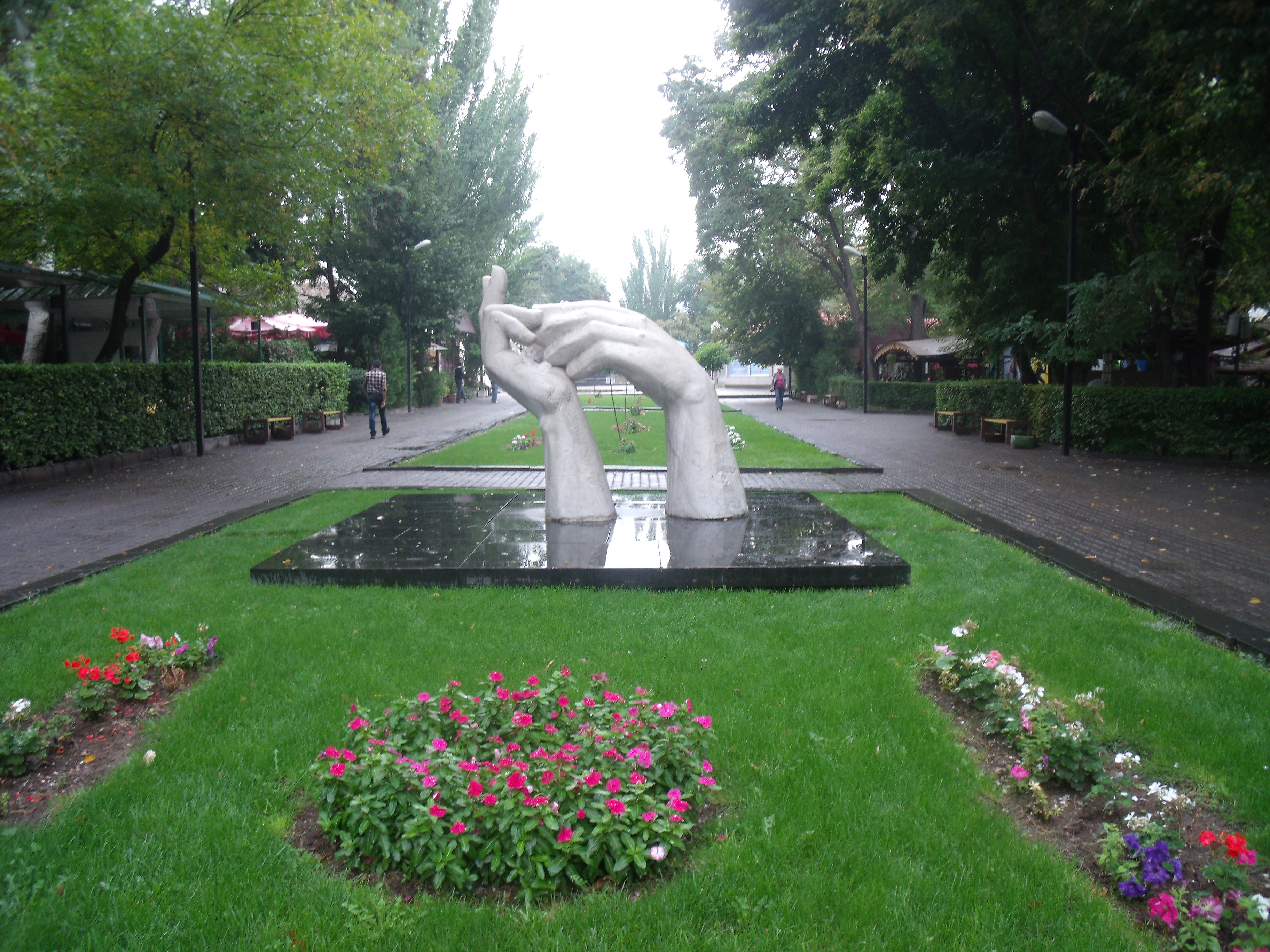
Статуя "Руки дружбы"
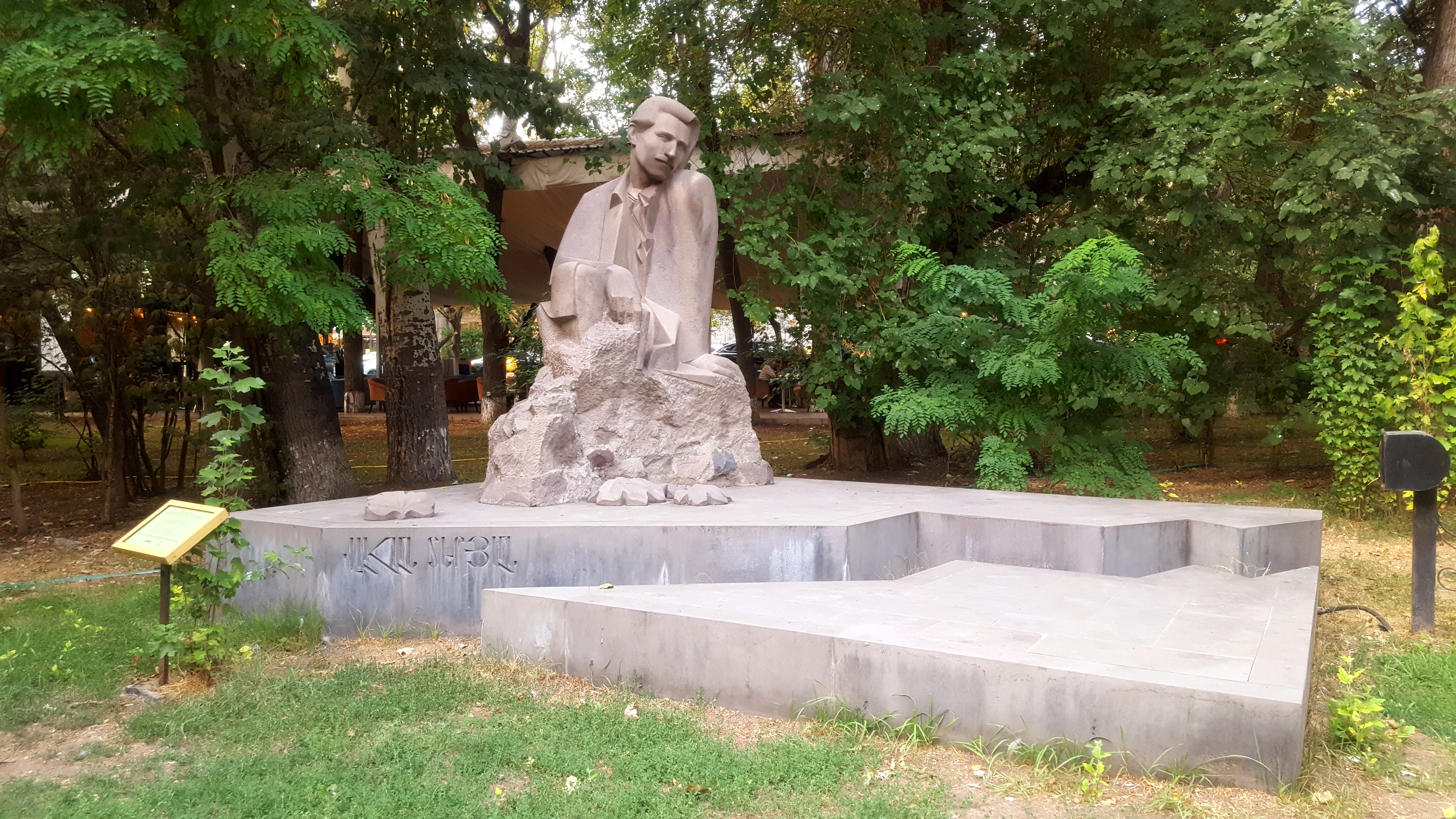
Памятник Ваана Теряна
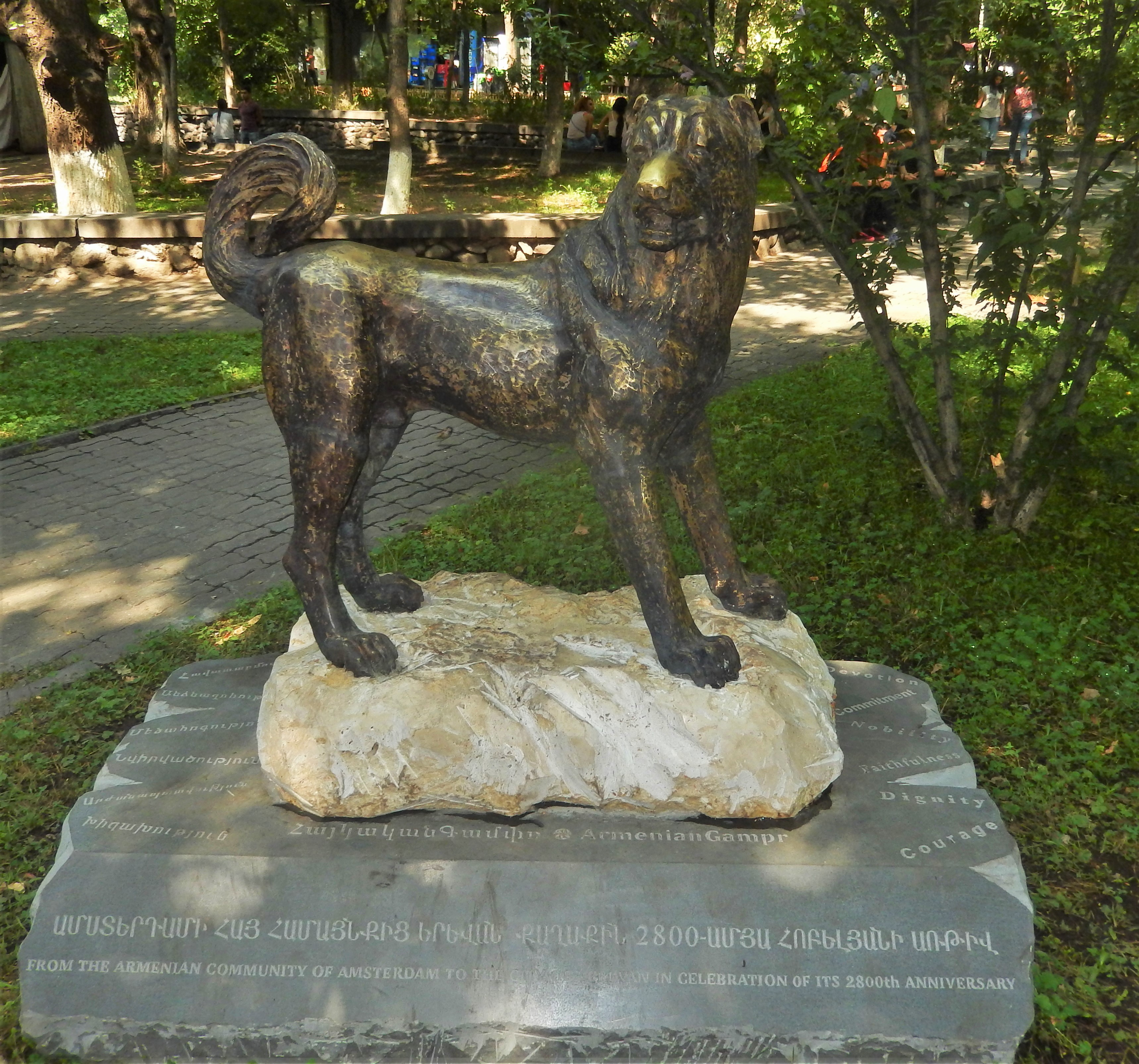
Памятник армянского гампра
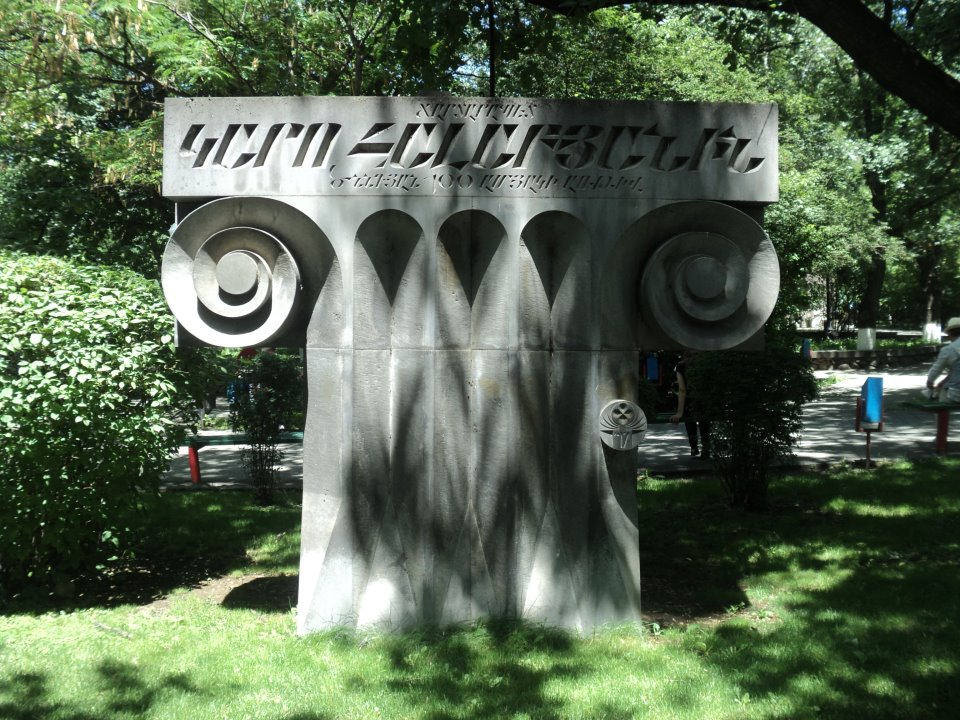
Памятник Каро Алабяна

- Памятник Александра Грибоедова
- Памятник Андраника Озаняна
- Скульптура "Возрожденная Армения"
- Памятник Тараса Шевченко
- Памятник Вардана Мамиконяна
- Памятник Армена Тиграняна
- Памятник Егише Чаренца
- Бюст Тиграна Петросяна
- Памятник Микаэла Налбандяна
- Памятник невинным жертвам ассирийского народа
- Памятник "Единый Крест"
- Памятник невинным жертвам езидов
- Памятник Ивана Айвазовского
- Памятник Фритьофа Нансена
- Памятник Аветика Исаакяна
- Статуя "Руки дружбы"
- Памятник Ваана Теряна
- Памятник армянского гампра
- Памятник Каро Алабяна

### Здания и сооружения

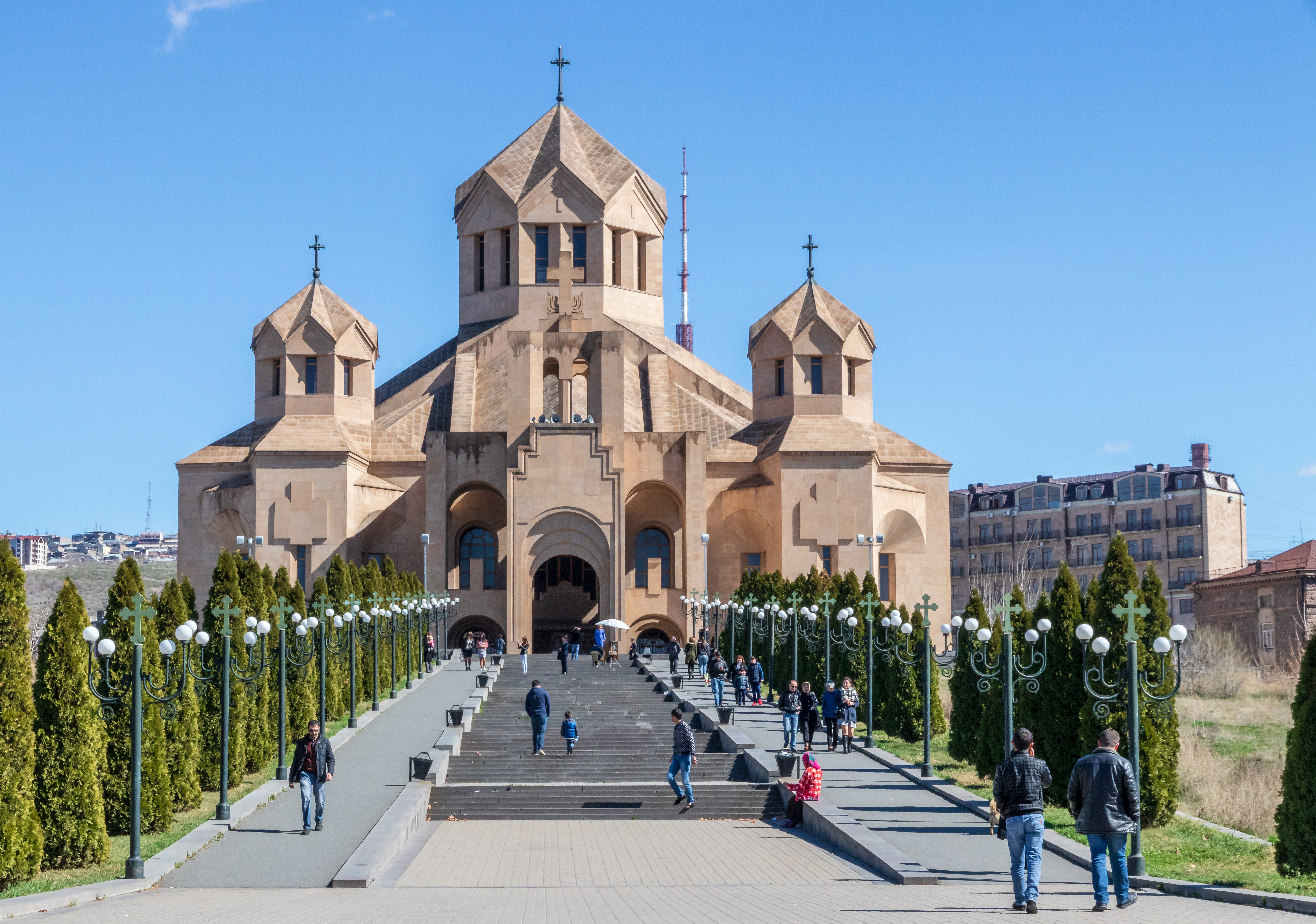
Собор Святого Григория Просветителя
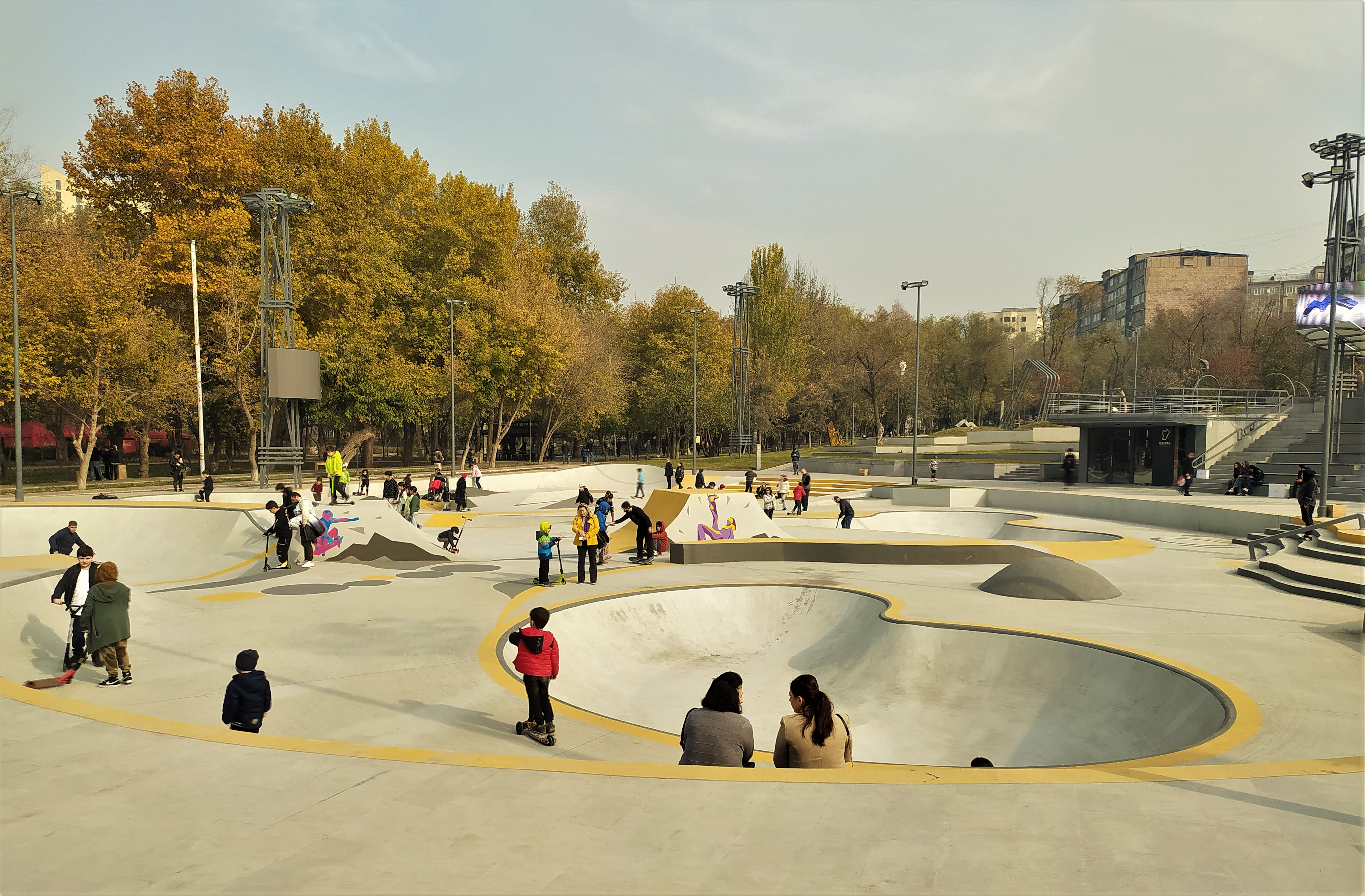
Скейт-парк
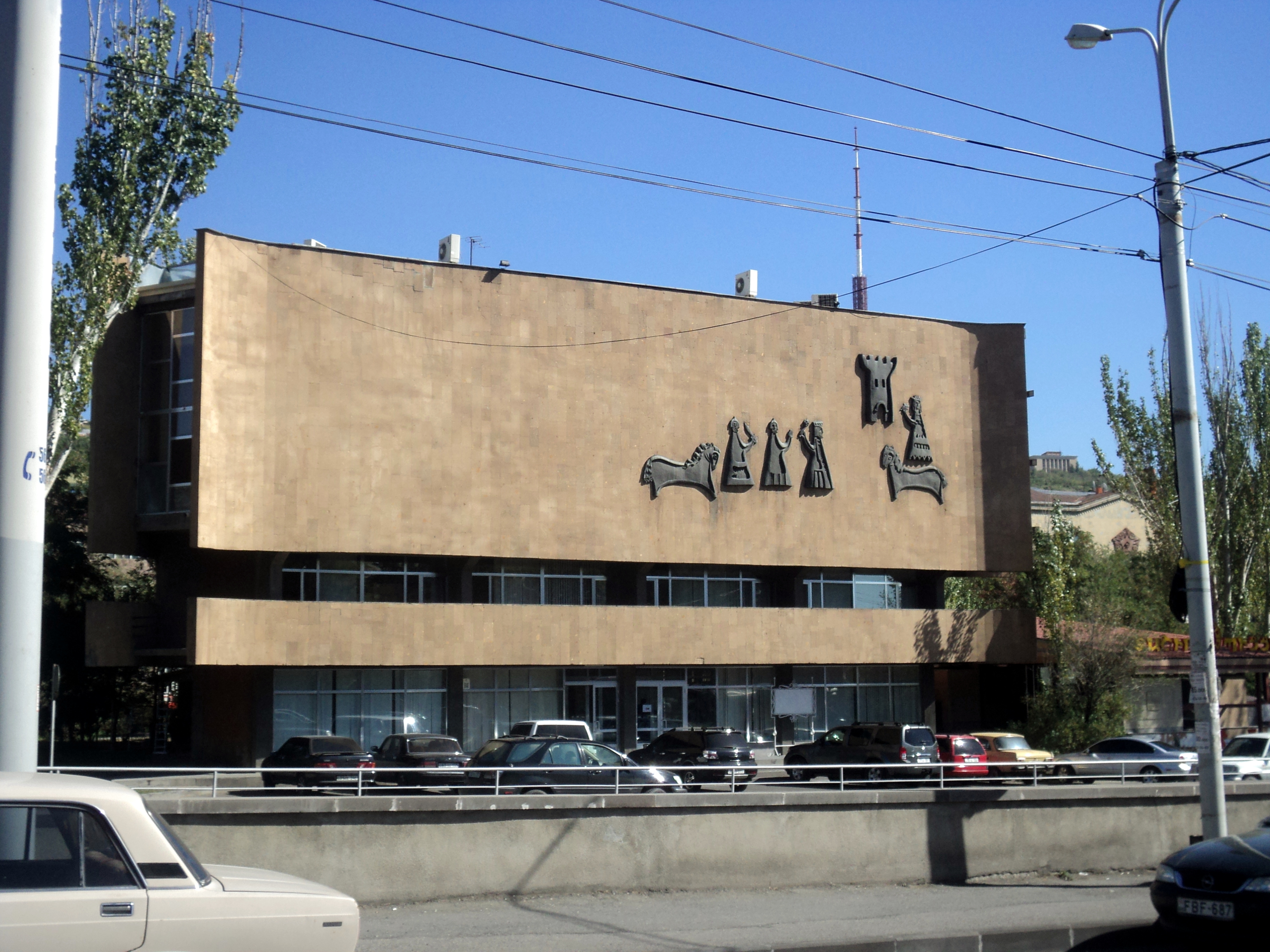
Дом шахмат
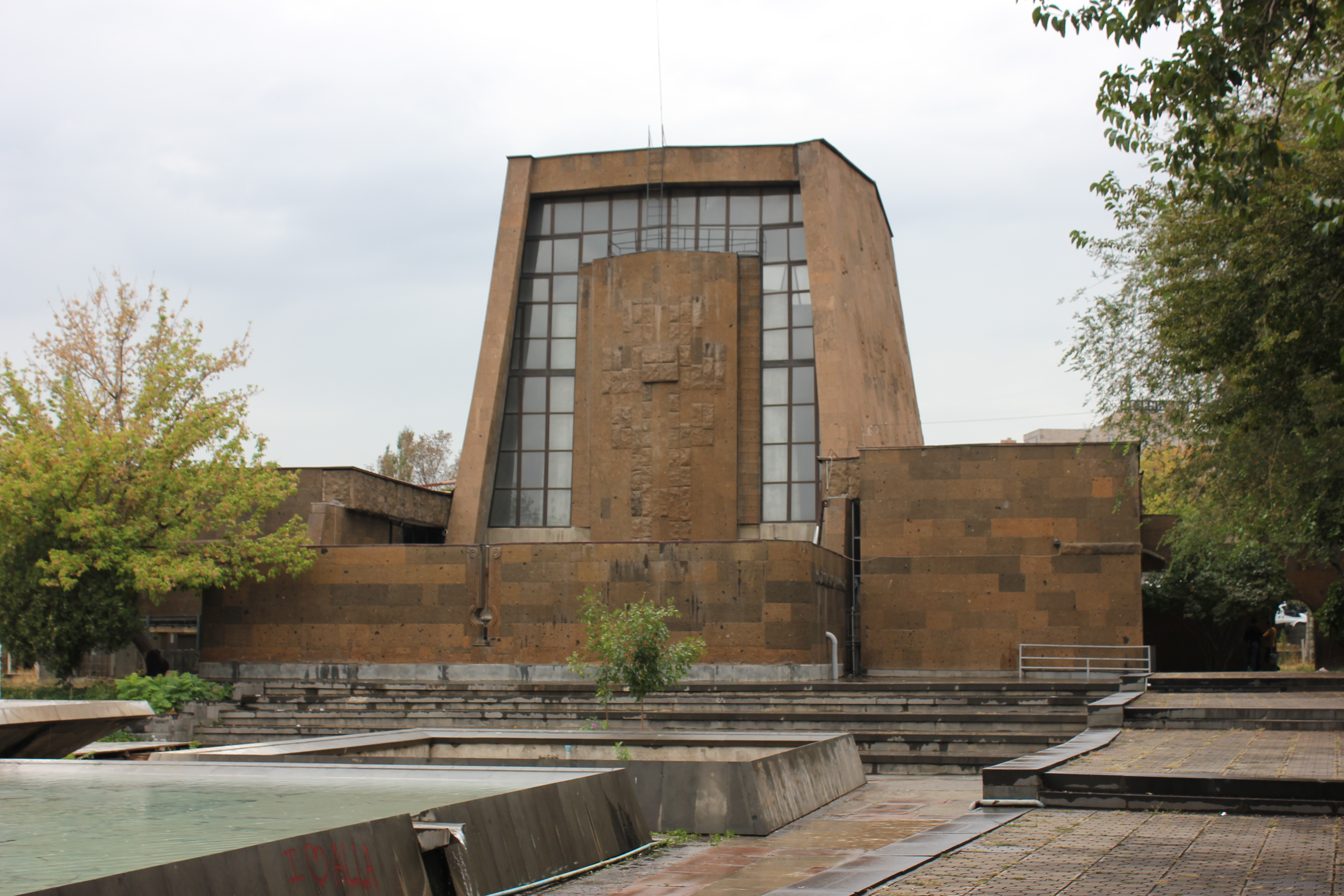
Дом камерной музыки
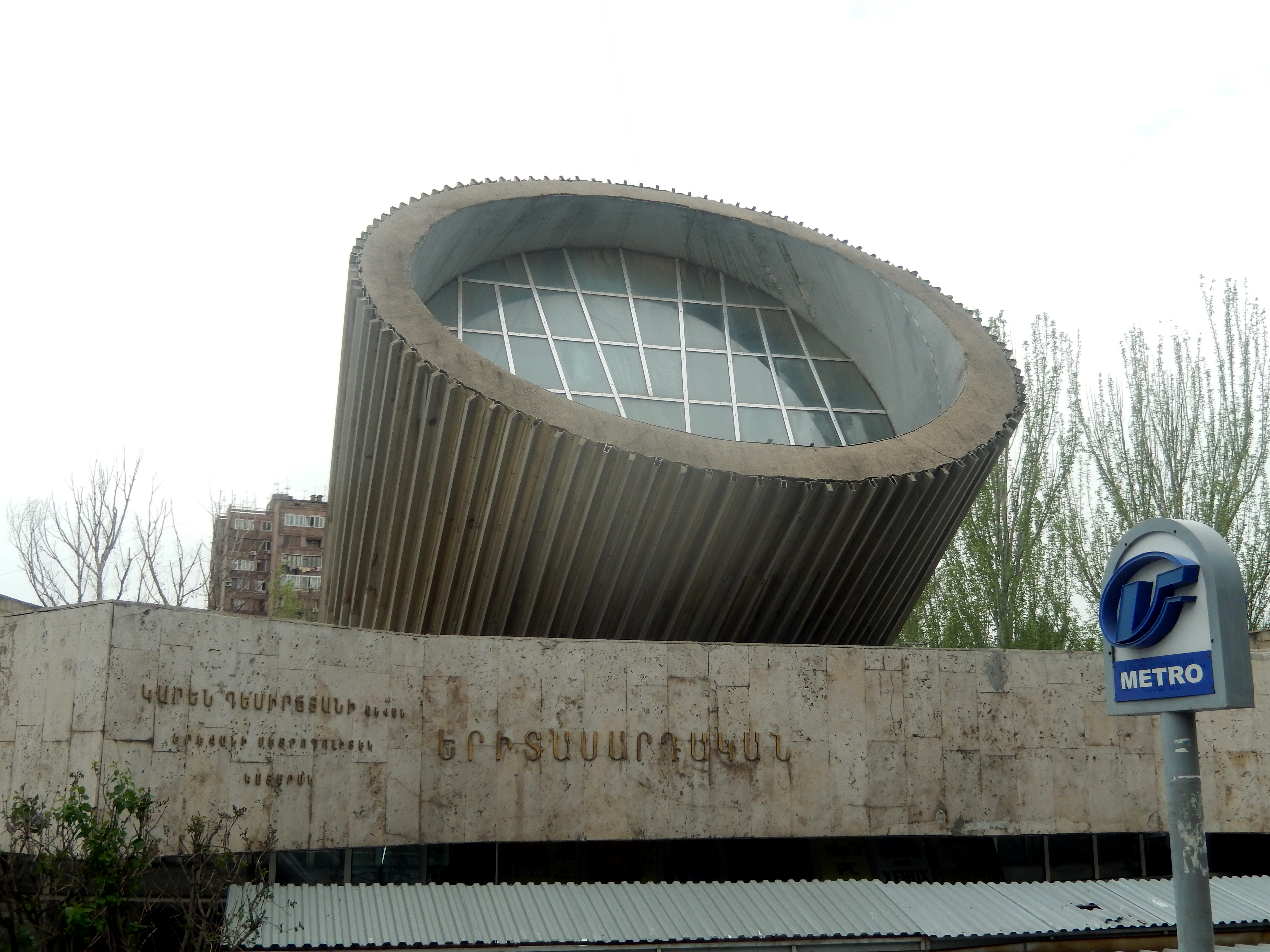
Станция метро "Еритасардакан"
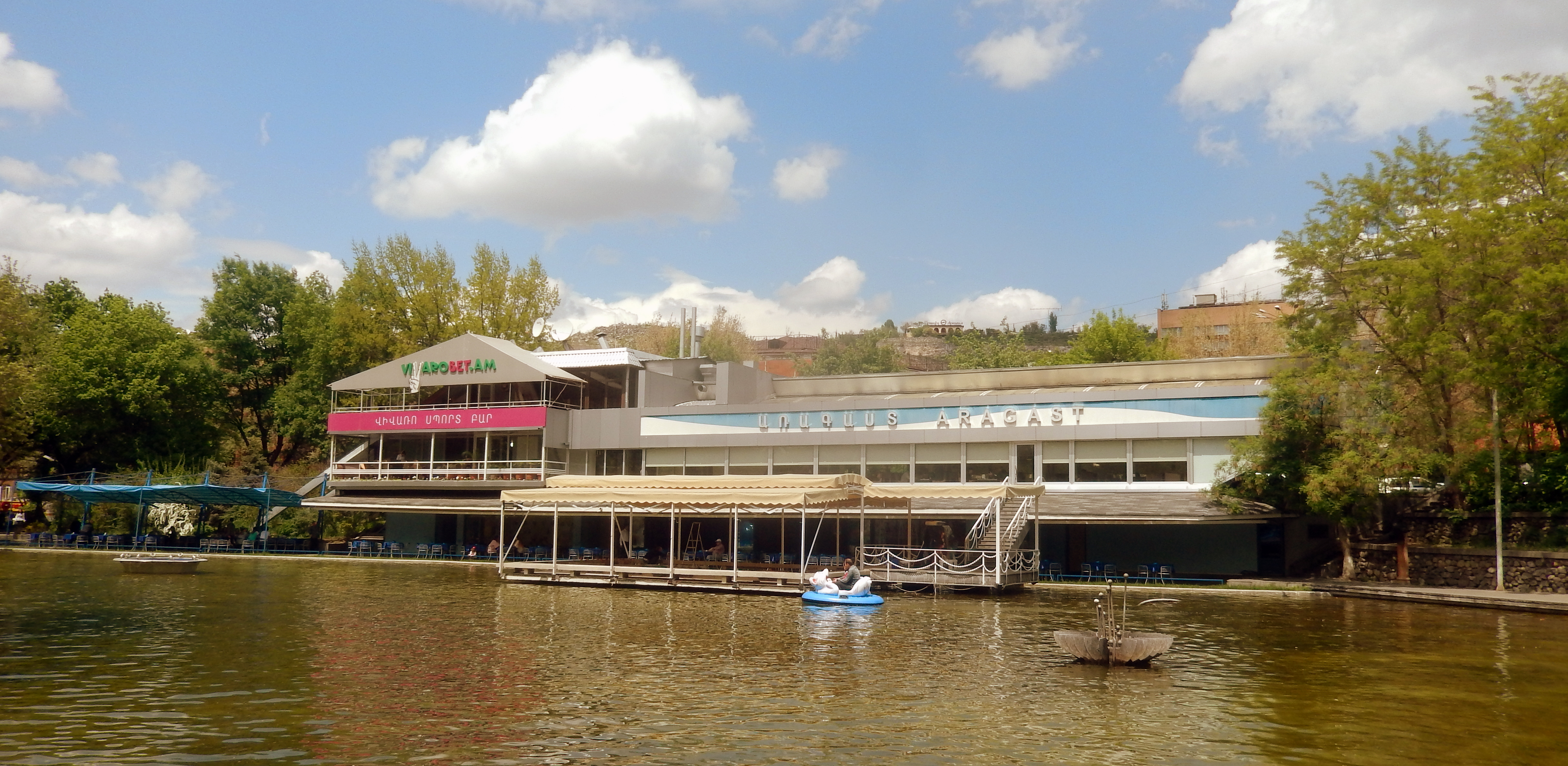
Кафе "Поплавок"

- Собор Святого Григория Просветителя
- Скейт-парк
- Дом шахмат
- Дом камерной музыки
- Станция метро "Еритасардакан"
- Кафе "Поплавок"